# Uptown in Orbit
Uptown in Orbit ist ein Musikalbum von Emmet Cohen. Die im Sear Sound Studio, New York City, entstandenen Aufnahmen erschienen am 28. Oktober 2022 auf Mack Avenue Records.

## Hintergrund
Ab März 2020 veranstaltete der Pianist Emmet Cohen zusammen mit dem Bassisten Russell Hall und dem Schlagzeuger Kyle Poole wöchentliche Webcasts, um der Situation während der COVID-19-Pandemie entgegenzuwirken, die Live-Musik weitgehend zum Erliegen gebracht hatte. Cohens Album Uptown in Orbit erinnert an diese erfolgreichen Veranstaltungen, bei denen das Trio häufig von vielen Musikern, darunter Veronica Swift, Cyrille Aimée, Joe Lovano, Buster Williams, begleitet wurde, darunter die beiden vorgestellten Bläser.
In den auf dieser Aufnahme versammelten Stücken zollte der Pianist Emmet Cohen und sein Trio mit Russell Hall und Kyle Poole (manchmal zu einem Quintett erweitert, wenn der Saxophonist Patrick Bartley und der Trompeter Sean Jones hinzukamen) alten Meistern Tribut – Willie „The Lion“ Smith (auf dem das Album eröffnenden „Finger Buster“), Neal Hefti (auf „Li’l Darlin’“), Cedar Walton (auf „Mosaic“), Gerry Mulligan (auf „Venus de Milo“) und Duke Ellington (auf „Braggin’ in Brass“).

## Titelliste
- Emmet Cohen: Uptown in Orbit (Mack Avenue MAC1195)[3]

1. Finger Buster (Willie „The Lion“ Smith) 4:13
2. Uptown in Orbit 8:13
3. My Love Will Come Again 5:36
4. Spillin’ the Tea 7:05
5. Li'l Darlin’ (Neal Hefti) 7:12
6. The Loneliest (Russell Hall) 5:23
7. Uptown in Orbit (Reprise) 1:19
8. Distant Hallow 7:18
9. Mosaic (Cedar Walton) 3:46
10. Venus de Milo (Gerry Mulligan) 3:03

Wenn nicht anders vermerkt, stammen die Kompositionen von Emmet Cohen.

## Rezeption
Emmet Cohen habe sich immer wieder als einer der leuchtendsten Köpfe des Jazz des 21. Jahrhunderts erwiesen; er sei das Musterbeispiel eines Talents, das entschlossen sei, der Musik Tiefe und Authentizität zu verleihen, was Uptown in Orbit ohne jeden Zweifel tue, schrieb Mike Jurkovic in All About Jazz. Nach seinem Mack Avenue-Debüt Future Stride (2021) sollte Cohen seine Anstrengungen verdoppeln und nicht nur die Tradition feiern, indem Produzent Poole für Willie Smiths „Finger Buster“ ein Tonbandgerät der alten Schule verwende und die Darbietung mit einer kaum zu übertreffenden Ausgelassenheit hervorbreche. Und „Uptown in Orbit“, selbst eine belebende Anspielung auf Duke Ellingtons LP Blues in Orbit (1960), stürze sich wie ein Gewitter auf die die Hörer.
Die kraftvolle Sprache der afroamerikanischen Musik sei auf Uptown in Orbit in voller Stärke zu erleben, lobte Raul da Gama. In den hier versammelten Werken würden der Pianist und sein Trio bzw. Quintett das typische bluesig angehauchte Idiom des Jazz mit einer unverwechselbaren Art prägnanter und durchdringender Ausdruckskraft verwenden. Die Darbietungen fesselten die Aufmerksamkeit durch eine abwechslungsreiche Gegenüberstellung poetischer Betrachtungen und technischer Färbungen. Cohen sei wie immer überaus kompetent und sein Klavierspiel scheint aus einer tiefen Quelle zu kommen; es sei geprägt von Gelehrsamkeit und einer tänzelnden Virtuosität, die nahelege, dass seine Musikalität angeboren und nicht angelernt ist. Seine aufregenden Glissandos und monumentalen Arpeggios seien oft in spacigen, elliptischen Bögen aus kaskadierenden Noten aufgebaut.
Der junge New Yorker Pianist Emmet Cohen würde mit Trio und den beiden Gästen an den Blasinstrumenten eine breite Palette an Stilen erproben und dabei dem Traditionellen einen modernistischen Touch verleihen, schrieb Simon Adams im Jazz Journal.